# Gouvernement Zolótas
République hellénique
Grívas Mitsotákis
Le gouvernement Zolótas (en grec moderne : Κυβέρνηση Ξενοφώντα Ζολώτα) est le gouvernement de la République hellénique entre le  23 novembre 1989 et le 11 avril 1990, durant la VIe législature du Parlement.
Il est dirigé par l'économiste indépendant Xenophón Zolótas, ancien gouverneur de la Banque de Grèce, et rassemble les trois plus grands partis du pays après que les élections législatives n'ont dégagé aucune majorité. Il succède au gouvernement transitoire de l'indépendant Ioánnis Grívas et cède le pouvoir au gouvernement du conservateur Konstantínos Mitsotákis, après que la ND a réussi à constituer une majorité à la suite des élections d'avril 1990.

## Historique du mandat
Dirigé par le nouveau Premier ministre indépendant Xenophón Zolótas, ce gouvernement est constitué et soutenu par une coalition d'unité nationale entre la Nouvelle Démocratie (ND), le Mouvement socialiste panhellénique (PASOK) et le Synaspismós (SYN). Ensemble, ils disposent de 297 députés sur 300, soit 99 % des sièges du Parlement.
Il est formé à la suite des élections législatives du 5 novembre 1989.
Il succède donc au gouvernement transitoire du Premier ministre indépendant Ioánnis Grívas, ancien président de la Cour de cassation, formé à la suite de la démission de Tzannís Tzannetákis et dans le seul but de conduire le pays à de nouvelles élections.

### Formation
Au cours du scrutin, la Nouvelle Démocratie de Konstantínos Mitsotákis devance de nouveau le Mouvement socialiste d'Andréas Papandréou, mais comme aux élections de juin elle échoue à conquérir la majorité absolue.
Les trois principaux partis s'accordent finalement le 21 novembre pour constituer pendant cinq mois un « gouvernement œcuménique » (en grec moderne : Οικουμενική κυβέρνηση) les associant sous l'autorité du très respecté ancien gouverneur de la banque centrale Xenophón Zolótas, âgé de 85 ans, pour mener un certain nombre de réformes économiques.
Zolótas et son équipe de 20 ministres sont assermentés au palais présidentiel d'Athènes par le président de la République Khrístos Sartzetákis le 23 novembre, 18 jours après le scrutin.

### Succession
Le 13 février 1990, la ND décide de retirer ses ministres du gouvernement après avoir pris acte des désaccords insurmontables entre les trois formations au pouvoir sur les réformes économiques et institutionnelles à poursuivre. Cette décision est imitée par le PASOK et le SYN dans la foulée, et leurs postes sont réattribués à des indépendants, à l'exception du ministère de l'Intérieur qui reste sous l'autorité de son titulaire issu du SYN.
Après que le Parlement a échoué à élire un nouveau président de la République, de nouvelles élections anticipées sont convoquées le 8 avril 1990, les troisièmes en moins d'un an,. La Nouvelle Démocratie y remporte l'exacte moitié des sièges puis obtient le soutien du seul parlementaire de DIANA, le parti de Kostís Stephanópoulos, ce qui permet à Konstantínos Mitsotákis de mettre en place son propre gouvernement.

## Composition

### Initiale (23 novembre 1989)
| Fonction                                                                           | Titulaire | Titulaire                 | Parti |
| ---------------------------------------------------------------------------------- | --------- | ------------------------- | ----- |
| Premier ministre                                                                   |           | Xenophón Zolótas          | Sans  |
| Ministre de la Présidence du gouvernement                                          |           | Nikólaos Thémelis         | Sans  |
| Ministre de la Défense nationale Ministre du Tourisme                              |           | Tzannís Tzannetákis       | ND    |
| Ministre des Affaires étrangères                                                   |           | Antónis Samarás           | ND    |
| Ministre de l'Intérieur                                                            |           | Theódoros Katrivános (el) | SYN   |
| Ministre de l'Économie nationale                                                   |           | Geórgios Gennimatás       | PASOK |
| Ministre des Finances                                                              |           | Geórgios Soufliás         | ND    |
| Ministre de l'Agriculture                                                          |           | Stávros Dímas             | ND    |
| Ministre du Travail                                                                |           | Apóstolos Kaklamánis      | PASOK |
| Ministre de la Santé, du Bien-être et de la Sécurité sociale                       |           | Geórgios Meríkas          | Sans  |
| Ministre de la Justice                                                             |           | Konstantínos Stamátis     | Sans  |
| Ministre de l'Éducation nationale et des Religions                                 |           | Konstantínos Simítis      | PASOK |
| Ministre de la Culture                                                             |           | Sotíris Koúvelas          | ND    |
| Ministre de l'Ordre public                                                         |           | Dimítrios Maníkas         | Sans  |
| Ministre de la Macédoine-Thrace                                                    |           | Ioánnis Deligiánnis       | Sans  |
| Ministre de la Mer Égée                                                            |           | Antónios Foúsas           | Sans  |
| Ministre de l'Environnement, de l'Aménagement du territoire et des Travaux publics |           | Konstantínos Liáskas      | Sans  |
| Ministre de l'Industrie, de l'Énergie et de la Technologie                         |           | Anastásios Peponís        | PASOK |
| Ministre du Commerce                                                               |           | Ioánnis Varvitsiótis      | ND    |
| Ministre des Transports et des Communications                                      |           | Ákis Tsochatzópoulos      | PASOK |
| Ministre de la Marine marchande                                                    |           | Nikólaos Pappás           | Sans  |

### Remaniement du13 février 1990
- Les nouveaux ministres sont indiqués en gras, ceux ayant changé d'attributions en italique.

| Fonction                                                                           | Titulaire | Titulaire                             | Parti |
| ---------------------------------------------------------------------------------- | --------- | ------------------------------------- | ----- |
| Premier ministre                                                                   |           | Xenophón Zolótas                      | Sans  |
| Ministre de la Présidence du gouvernement                                          |           | Nikólaos Thémelis                     | Sans  |
| Ministre de la Défense nationale                                                   |           | Theódoros Degiánnis                   | Sans  |
| Ministre des Affaires étrangères                                                   |           | Antónis Samarás (jusqu'au 16/02/1990) | ND    |
| Ministre des Affaires étrangères                                                   |           | Geórgios Papoúlias                    | Sans  |
| Ministre de l'Intérieur                                                            |           | Theódoros Katrivános (el)             | SYN   |
| Ministre de l'Économie nationale                                                   |           | Giórgos Kontogeórgis                  | Sans  |
| Ministre des Finances                                                              |           | Geórgios Agapitós                     | Sans  |
| Ministre de l'Agriculture                                                          |           | Ioánnis Liápis                        | Sans  |
| Ministre du Travail                                                                |           | Ioánnis Koukiádis                     | Sans  |
| Ministre de la Santé, du Bien-être et de la Sécurité sociale                       |           | Geórgios Meríkas                      | Sans  |
| Ministre de la Justice                                                             |           | Konstantínos Stamátis                 | Sans  |
| Ministre de l'Éducation nationale et des Religions                                 |           | Konstantínos Depotópoulos             | Sans  |
| Ministre de la Culture                                                             |           | Geórgios Mylonás                      | Sans  |
| Ministre de l'Ordre public                                                         |           | Dimítrios Maníkas                     | Sans  |
| Ministre de la Macédoine-Thrace                                                    |           | Ioánnis Deligiánnis                   | Sans  |
| Ministre de la Mer Égée                                                            |           | Antónios Foúsas                       | Sans  |
| Ministre de l'Environnement, de l'Aménagement du territoire et des Travaux publics |           | Konstantínos Liáskas                  | Sans  |
| Ministre de l'Industrie, de l'Énergie et de la Technologie                         |           | Pávlos Sakellarídis                   | Sans  |
| Ministre du Commerce                                                               |           | Theódoros Gamalétsos                  | Sans  |
| Ministre des Transports et des Communications                                      |           | Geórgios Noutsópoulos                 | Sans  |
| Ministre de la Marine marchande                                                    |           | Nikólaos Pappás                       | Sans  |